# Antena 3
Antena 3 шпанска је терестријална телевизијска станица чији је власник Atresmedia Televisión. Седиште телевизије се налази у Сан Себастијан де лос Рејесу.
Приказала је бројне успешне серије, као што су: Моје драге комшије, Барка и Интернат. Такође је приказала формате који су стекли међународну славу, као што су Кућа од папира и Твоје лице звучи познато.

## Логотипи
| 1989—1992. | 1992—2004. | 2004—2017. | 2017—2025 | 2017—2025 | 2025—      |
| 1989—1992. | 1992—2004. | 2004—2017. | 2017—2025 | 2017—2025 | 2025—данас |
| ---------- | ---------- | ---------- | --------- | --------- | ---------- |